# USS Maine (BB-10)
O USS Maine foi um couraçado pré-dreadnought operado pela Marinha dos Estados Unidos e a primeira embarcação da Classe Maine, seguido pelo USS Missouri e USS Ohio. Sua construção começou em fevereiro de 1889 nos estaleiros da William Cramp & Sons na Filadélfia e foi lançado ao mar em julho de 1901, sendo comissionado na frota norte-americana no final de dezembro do ano seguinte. Era armado com uma bateria principal composta por quatro canhões de 305 milímetros montados em duas torres de artilharia duplas, tinha um deslocamento carregado de quase catorze mil toneladas e conseguia alcançar uma velocidade máxima de dezoito nós (33 quilômetros por hora).
O Maine passou sua carreira atuando no Oceano Atlântico, com suas principais atividades consistindo em exercícios e treinamentos de rotina. Ele juntou-se em 1907 à Grande Frota Branca para sua viagem ao redor do mundo, porém seu grande consumo de carvão fez com que fosse deixado para trás na Califórnia. O couraçado passou por consertos e continuou a volta ao mundo junto com o USS Alabama, completando-a em 1908, antes do retorno da Grande Frota Branca. Foi modernizado e colocado na reserva, sendo reativado ocasionalmente para atuar como navio-escola em cruzeiros de treinamento. Foi descomissionado em maio de 1920 e desmontado dois anos depois.

## Descrição
O Congresso dos Estados Unidos aprovou um importante programa de construção naval em resposta à eclosão da Guerra Hispano-Americana em 1898; o programa incluía três novos encouraçados, que se tornariam a classe Maine. A classe incorporou vários desenvolvimentos tecnológicos significativos, incluindo canhões principais de menor calibre, que usavam pólvora sem fumaça para atingir maior velocidade de saída (e, portanto, poder de penetração), a blindagem cimentada Krupp, que era mais forte do que a armadura Harvey usada em embarcações anteriores, e caldeiras aquatubulares, que forneciam mais potência para os motores.
O Maine tinha 120 metros de comprimento total, uma boca de 22 metros e um calado de sete metros. Ele deslocava 13 052 toneladas conforme projetado e até 13 900 em plena carga. O navio era movido por motores a vapor de expansão tripla com dois eixos avaliados em 16 mil cavalos de potência, acionando duas hélices helicoidais. O vapor era fornecido por vinte e quatro caldeiras Niclausse movidas a carvão, que eram ventiladas em três funis. O sistema de propulsão gerava uma velocidade máxima de dezoito (33 quilômetros por hora). Como construído, ele foi equipado com mastros militares pesados, mas estes foram rapidamente substituídos por mastros treliçados em 1909. Ele tinha uma tripulação de 561 oficiais e praças, que aumentaram para 779–813 em atualizações futuras.
O navio estava armado com uma bateria principal de quatro canhões de 305 milímetros em duas torres de canhão gêmeas na linha central, uma para a frente e para trás. A bateria secundária consistia em dezesseis canhões Mark 6 de 152 milímetros, que foram colocados em casamatas no casco. Para defesa de curto alcance contra torpedeiros, ele carregava seis canhões de 76 milímetros montados em casamatas ao longo da lateral do casco, oito canhões de três libras e seis canhões de uma libra. Como era padrão para os navios capitais da época, o Maine carregava dois tubos de torpedos de 457 milímetros submersos em seu casco na lateral.
O cinturão blindado do Maine tinha 279 milímetros de espessura sobre os paióis e os espaços das máquinas de propulsão e 203 milímetros em outros lugares. As torres de canhão da bateria principal tinham 305 milímetros de blindagem em seus lados, e as barbetas de suporte tinham a mesma espessura de blindagem em seus lados expostos. A blindagem que protegia a bateria secundária era de 152 milímetros de espessura. A torre de comando tinha 254 milímetros de blindagem em seus lados.

## Histórico de serviço

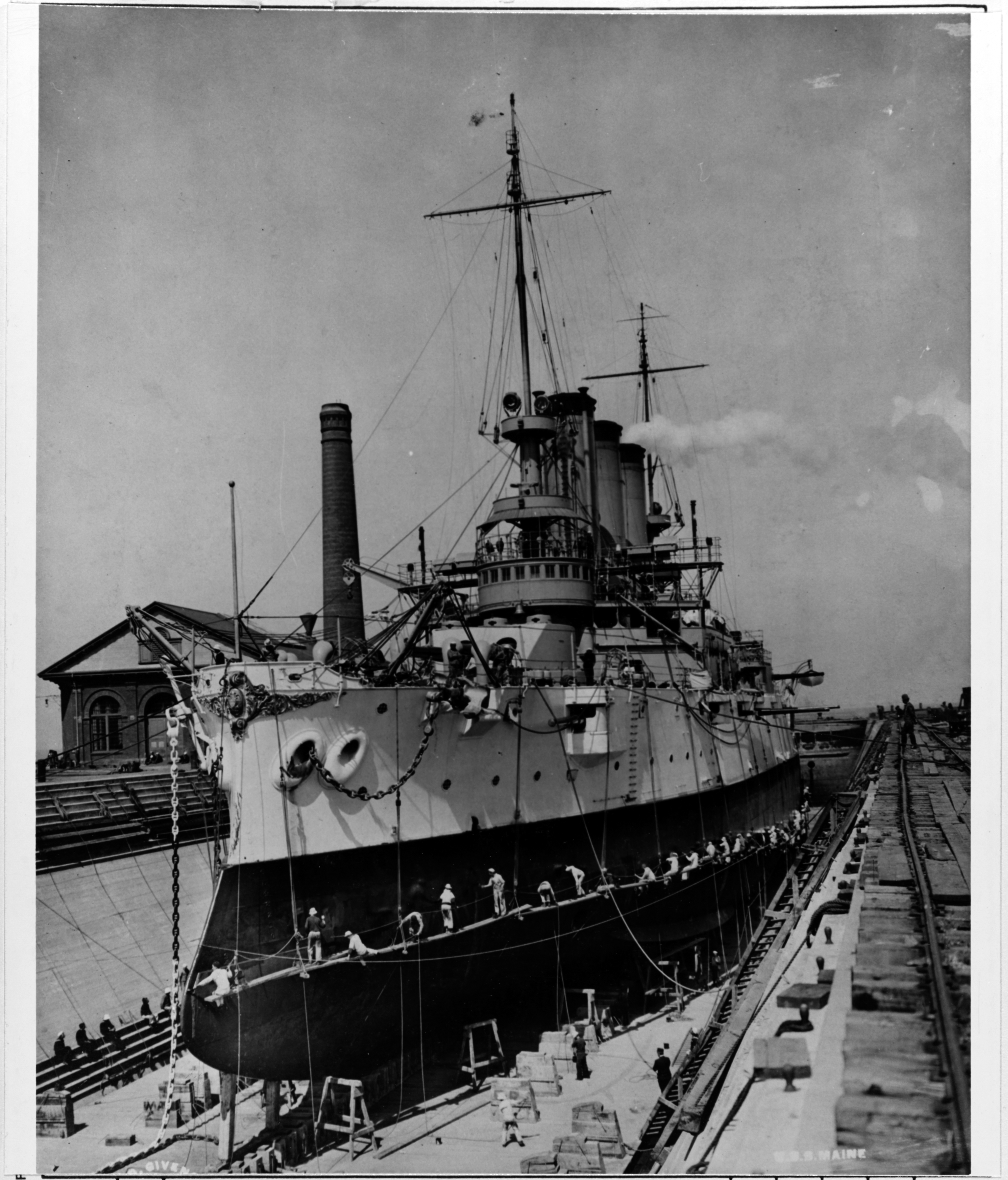
O Maine em doca seca em San Francisco em 1908

O Maine foi construído pelo estaleiro William Cramp & Sons na Filadélfia; sua quilha foi batida em 15 de fevereiro de 1899, foi lançado em 27 de julho de 1901 e comissionado na frota em 29 de dezembro de 1902. O Maine operou com a Frota do Atlântico Norte a partir de 1903; nos quatro anos seguintes, ele participou de vários exercícios de treinamento em tempos de paz no Atlântico e no Caribe. Durante este período, ele também navegou para o Mediterrâneo. Ele serviu como a nau capitânia do contra-almirante Robley D. Evans. Em 16 de abril de 1907, Evans transferiu sua bandeira para o recém-comissionado encouraçado Connecticut.
A próxima ação significativa do Maine foi o cruzeiro da Grande Frota Branca ao redor do mundo, que começou com uma revista naval para o presidente Theodore Roosevelt em Hampton Roads. O cruzeiro da Grande Frota Branca foi concebido como uma forma de demonstrar o poder militar americano, particularmente para o Japão. As tensões começaram a aumentar entre os Estados Unidos e o Japão após a vitória deste último na Guerra Russo-Japonesa em 1905, particularmente sobre a oposição racista à imigração japonesa para os Estados Unidos. A imprensa de ambos os países começou a clamar pela guerra, e Roosevelt esperava usar a demonstração de poderio naval para deter a agressão japonesa. Em 17 de dezembro, a frota partiu de Hampton Roads e navegou para o sul, para o Caribe e depois para a América do Sul, fazendo paradas em Port of Spain, Rio de Janeiro, Punta Arenas e Valparaíso, entre outras cidades. Depois de chegar ao México em março de 1908, a frota passou três semanas praticando artilharia. A frota então retomou sua viagem pela costa do Pacífico das Américas, parando em São Francisco, onde o Maine foi separado do resto da frota. As caldeiras do navio mostraram-se muito ineficientes, exigindo quantidades excessivas de carvão para acompanhar a frota. O encouraçado Alabama também deixou a frota, devido a uma cabeça de cilindro quebrada.
O Maine e o Alabama cruzaram o Pacífico de forma independente, via Guam e as Filipinas. Depois de navegar pelo Oceano Índico, eles transitaram pelo Canal de Suez e cruzaram o Mediterrâneo. Eles cruzaram o Atlântico e chegaram de volta à costa leste dos Estados Unidos em outubro de 1908, bem à frente do restante da Grande Frota Branca. Após sua chegada, o Maine foi designado como a nau capitânia do 3º Esquadrão, Frota do Atlântico, e operou na costa leste pelos próximos meses. Em 14 de fevereiro, Maine, os novos encouraçados New Hampshire, Mississippi e Idaho, dois cruzadores blindados e dois cruzadores de reconhecimento foram organizados para recepcionar o retorno da Grande Frota Branca. O Maine e o resto do esquadrão, sob o comando do contra-almirante Conway Hillyer Arnold, navegaram para o Atlântico e se encontraram com a Grande Frota Branca em 17 de fevereiro. A frota combinada chegou a Hampton Roads no dia 22, onde uma grande revista naval foi realizada para Theodore Roosevelt para comemorar a viagem. Em 31 de agosto de 1909, o navio foi temporariamente desativado em Portsmouth, New Hampshire. Ele voltou ao serviço em 15 de junho de 1911 para servir na Frota do Atlântico.

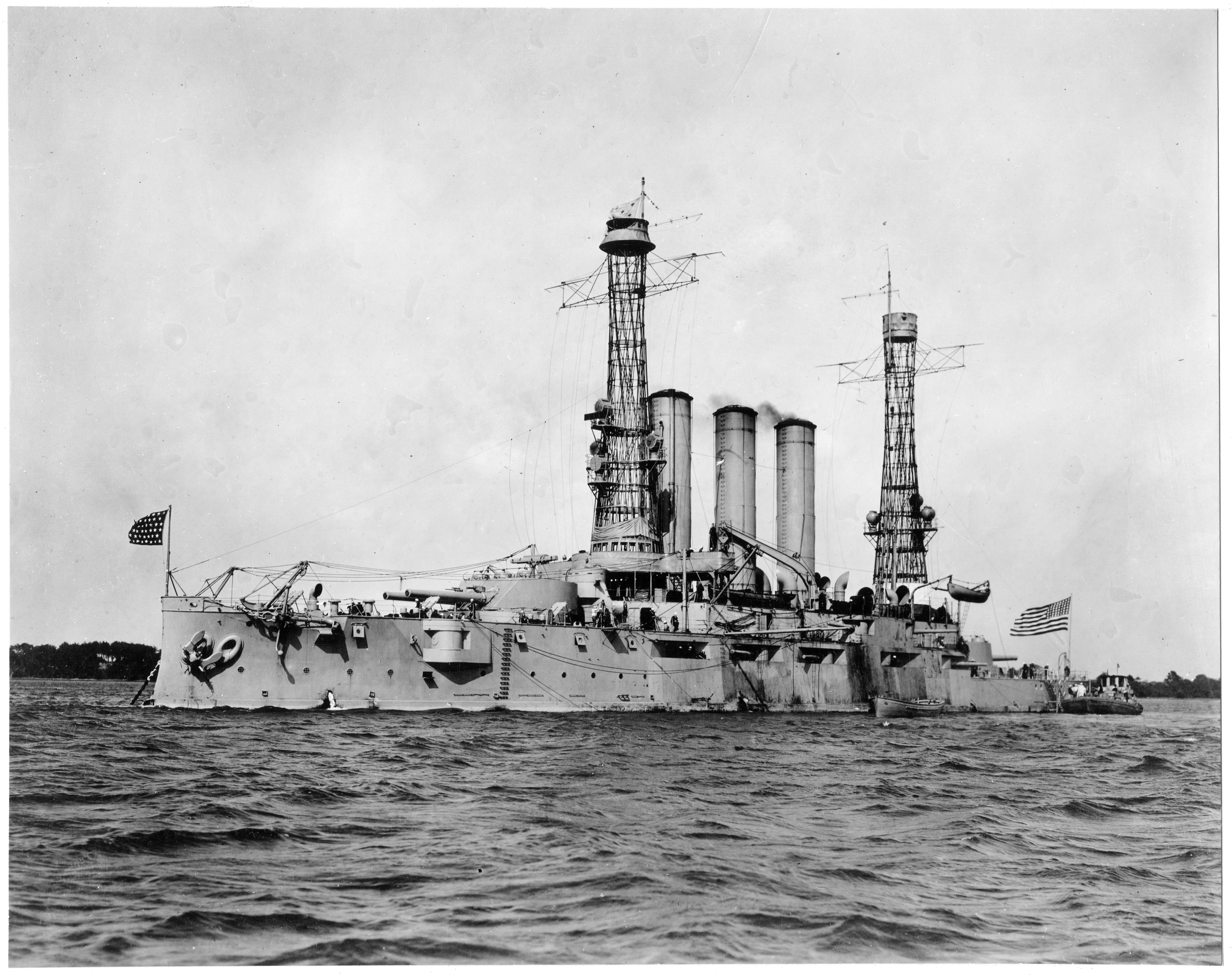
O Maine na revista naval da vitória na Primeira Guerra Mundial em dezembro de 1918

Em 6 de abril de 1917, os Estados Unidos declararam guerra à Alemanha, entrando na Primeira Guerra Mundial. Durante a guerra, o Maine foi empregado como navio de treinamento para o pessoal da casa de máquinas, guardas armados para navios mercantes e aspirantes da Academia Naval dos Estados Unidos. Em 11 de novembro de 1918, a Alemanha assinou o armistício que pôs fim ao conflito. O Maine participou de uma revista naval realizada em Nova York em 26 de dezembro para comemorar a vitória dos Aliados. Na época, a maioria dos encouraçados da Frota do Atlântico eram usados como transportes para soldados americanos de volta da França. O Maine e seus companheiros de classe não eram tão empregados, no entanto, devido ao seu curto alcance e tamanho pequeno, o que não permitia acomodações adicionais suficientes. Em vez disso, o Maine permaneceu na costa leste com a Frota do Atlântico. Em 15 de maio de 1920, ele foi desativado no Philadelphia Navy Yard e reclassificado como BB-10 em 17 de julho. Ele foi mantido parado por um ano e meio antes de ser vendido em 23 de janeiro de 1922 para a J.G. Hitner e a W.F. Cutler da Filadélfia, para ser desmontado como sucata. Em 17 de dezembro de 1923, ele havia sido desarmado de acordo com o Tratado Naval de Washington, que exigia reduções significativas na força naval. O Maine foi então descartado.